# Claude Larose (hockey sur glace, 1955)
Pour les articles homonymes, voir Claude Larose (homonymie).
Claude Larose (né le 17 mai 1955 à Saint-Jean-sur-Richelieu, dans la province de Québec au Canada) est un joueur professionnel canadien de hockey sur glace.

## Carrière en club
En 1971, il commence sa carrière avec les Rangers de Drummondville dans la Ligue de hockey junior majeur du Québec. Il passe professionnel avec les Stingers de Cincinnati dans l'Association mondiale de hockey en 1975. Il est choisi au cours du repêchage amateur de 1975 dans l'Association mondiale de hockey par les Stingers de Cincinnati en 1re ronde, en 1re position. Il est choisi au cours du repêchage amateur 1975 dans la Ligue nationale de hockey par les Rangers de New York en 7e ronde, en 120e position.

## Statistiques
| Saison     | Équipe                   | Ligue      |     | Saison régulière | Saison régulière | Saison régulière | Saison régulière | Saison régulière |    | Séries éliminatoires | Séries éliminatoires | Séries éliminatoires | Séries éliminatoires | Séries éliminatoires |
| Saison     | Équipe                   | Ligue      | PJ  | B                | A                | Pts              | Pun              | PJ               | B  | A                    | Pts                  | Pun                  |                      |                      |
| 1971-1972  | Rangers de Drummondville | LHJMQ      | 61  | 9                | 10               | 19               | 2                | 9                | 0  | 2                    | 2                    | 0                    |                      |                      |
| 1972-1973  | Rangers de Drummondville | LHJMQ      | 61  | 63               | 50               | 113              | 12               | -                | -  | -                    | -                    | -                    |                      |                      |
| 1973-1974  | Rangers de Drummondville | LHJMQ      | 70  | 56               | 77               | 133              | 16               | -                | -  | -                    | -                    | -                    |                      |                      |
| 1974-1975  | Castors de Sherbrooke    | LHJMQ      | 39  | 40               | 44               | 84               | 4                | 13               | 12 | 16                   | 28                   | 2                    |                      |                      |
| 1974-1975  | Dynamos de Shawinigan    | LHJMQ      | 35  | 29               | 31               | 60               | 6                | -                | -  | -                    | -                    | -                    |                      |                      |
| 1975-1976  | Stingers de Cincinnati   | AMH        | 79  | 28               | 24               | 52               | 19               | -                | -  | -                    | -                    | -                    |                      |                      |
| 1976-1977  | Stingers de Cincinnati   | AMH        | 81  | 30               | 46               | 76               | 8                | 4                | 2  | 1                    | 3                    | 0                    |                      |                      |
| 1977-1978  | Stingers de Cincinnati   | AMH        | 51  | 11               | 20               | 31               | 6                | -                | -  | -                    | -                    | -                    |                      |                      |
| 1977-1978  | Racers d'Indianapolis    | AMH        | 28  | 14               | 16               | 30               | 12               | -                | -  | -                    | -                    | -                    |                      |                      |
| 1978-1979  | Racers d'Indianapolis    | AMH        | 13  | 5                | 8                | 13               | 0                | -                | -  | -                    | -                    | -                    |                      |                      |
| 1978-1979  | Nighthawks de New Haven  | LAH        | 42  | 25               | 25               | 50               | 7                | 10               | 7  | 5                    | 12                   | 2                    |                      |                      |
| 1979-1980  | Nighthawks de New Haven  | LAH        | 31  | 16               | 27               | 43               | 4                | 10               | 2  | 5                    | 7                    | 0                    |                      |                      |
| 1979-1980  | Rangers de New York      | LNH        | 25  | 4                | 7                | 11               | 2                | -                | -  | -                    | -                    | -                    |                      |                      |
| 1980-1981  | Nighthawks de New Haven  | LAH        | 80  | 30               | 27               | 57               | 12               | 4                | 1  | 2                    | 3                    | 0                    |                      |                      |
| 1981-1982  | Indians de Springfield   | LAH        | 76  | 30               | 36               | 66               | 12               | -                | -  | -                    | -                    | -                    |                      |                      |
| 1981-1982  | Rangers de New York      | LNH        | -   | -                | -                | -                | -                | 2                | 0  | 0                    | 0                    | 0                    |                      |                      |
| 1982-1983  | Eishockey Club Wetzikon  | LNB        | -   | 44               | 17               | 61               | 0                | -                | -  | -                    | -                    | -                    |                      |                      |
| 1983-1984  | Jets de Sherbrooke       | LAH        | 80  | 53               | 67               | 120              | 7                | -                | -  | -                    | -                    | -                    |                      |                      |
| 1984-1985  | Canadiens de Sherbrooke  | LAH        | 77  | 36               | 43               | 79               | 4                | 17               | 10 | 6                    | 16                   | 8                    |                      |                      |
| 1985-1986  | Canadiens de Sherbrooke  | LAH        | 65  | 38               | 39               | 77               | 2                | -                | -  | -                    | -                    | -                    |                      |                      |
| 1996-1997  | Papetiers de Windsor     | (LHSPQ)    | 29  | 25               | 19               | 44               | 19               | -                | -  | -                    | -                    | -                    |                      |                      |
| 1997-1998  | Papetiers de Windsor     | LHSPQ      | 35  | 20               | 29               | 49               | 4                | -                | -  | -                    | -                    | -                    |                      |                      |
| Totaux AMH | Totaux AMH               | Totaux AMH | 252 | 88               | 114              | 202              | 45               | 4                | 2  | 1                    | 3                    | 0                    |                      |                      |
| Totaux LNH | Totaux LNH               | Totaux LNH | 25  | 4                | 7                | 11               | 2                | 2                | 0  | 0                    | 0                    | 0                    |                      |                      |

## Trophées et distinctions

### Ligue américaine de hockey
- Il est nommé dans la 1re équipe d'étoiles en 1983-1984.
- Il remporte le trophée John-B.-Sollenberger en 1983-1984.
- Il remporte le trophée Fred-T.-Hunt en 1983-1984.
- Il remporte la coupe Calder avec les Canadiens de Sherbrooke en 1984-1985.

### LHJMQ
- Il remporte le Trophée Frank-J.-Selke en 1972-1973.
- Il est nommé dans la 2e équipe d'étoiles en 1972-1973.
- Il est nommé dans la 2e équipe d'étoiles en 1973-1974.
- Il est nommé dans la 2e équipe d'étoiles en 1974-1975.